# 比嘉展玖
比嘉 展玖（ひが ひらく、1993年5月25日 - ）は、日本の元男性モデルである。血液型はA型。慶應義塾大学文学部卒。

## 略歴
2005年度から2007年度まで、NHK総合テレビ『週刊こどもニュース』に鎌田家の次男「ひらく」役でレギュラー出演。次男役は池田仁に続いて2代目であった。現在、朝日新聞記者。

## 出演

### テレビ番組
- 週刊こどもニュース（2005年4月 - 2008年3月、NHK総合テレビ） - ひらく 役
- ニュース シブ5時（2015年4月 - 2015年11月、NHK総合テレビ）- 臨時リポーター